# Matthias Withoos

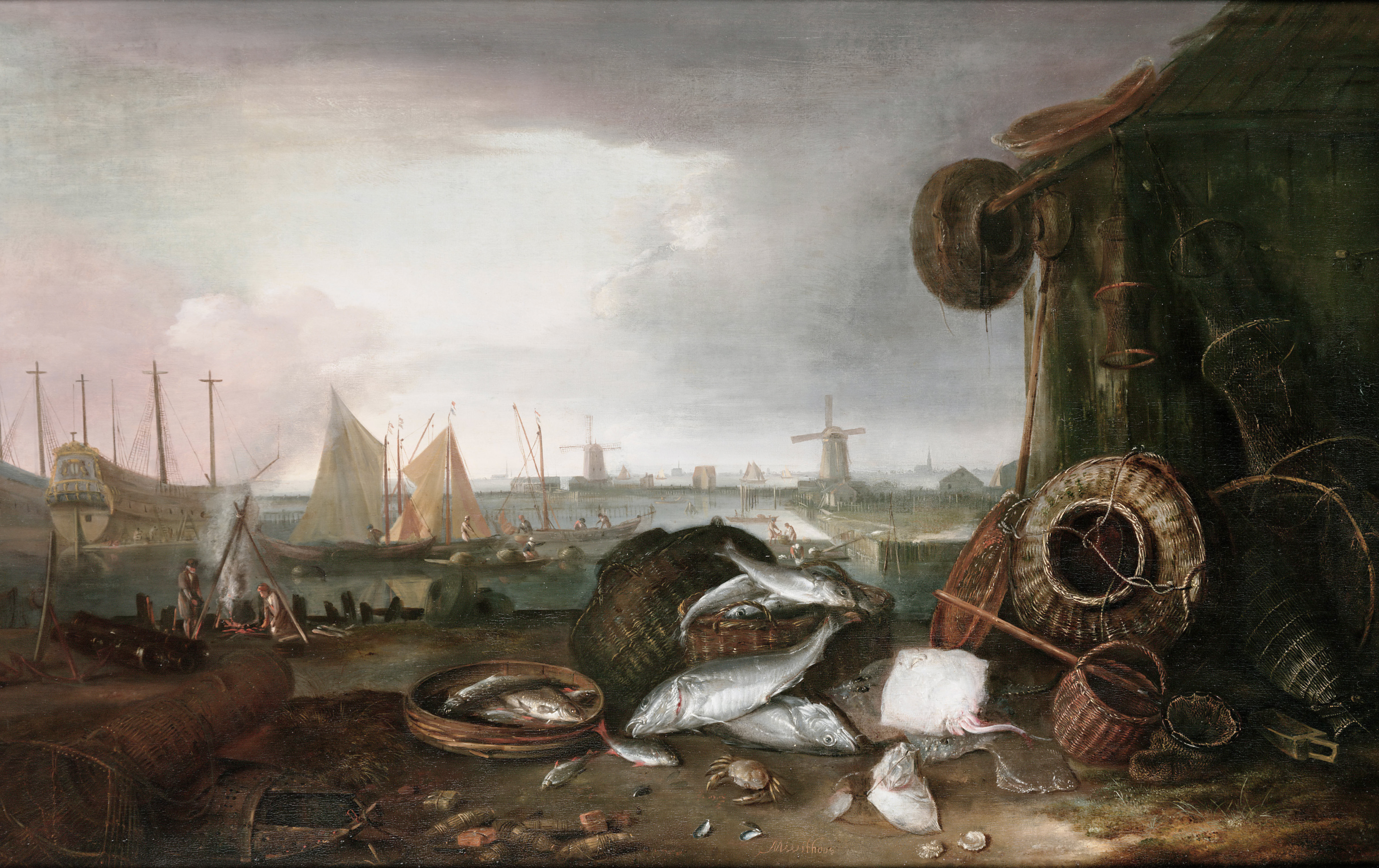
De Grashaven, por Matthias Withoos

Matthias Withoos (1627–1703), también conocido como Calzetta Bianca y Calzetti, fue un pintor holandés de bodegones y panorámicas urbanas, muy conocido por los detalles de insectos, reptiles y maleza representados en el fondo de sus cuadros.

## Vida y obra
Withoos nació en Amersfoort.  Estudió con Jacob van Campen, en su escuela de pintores donde coincidió con Otto Marseus van Schrieck. Con 21 años, Withoos hizo un viaje a Roma con van Schrieck, y Willem van Aelst. Allí se unieron al grupo de los artistas del norte conocido como los "Bentvueghels" ("Pájaros de una pluma"), donde Withoos tenía el alias de "Calzetta Bianca" ("Calza Blanca") —una traducción literal de su apellido al italiano. Trabajó bajo la supervisión del cardenal Leopoldo de Médici, quién le encargó que le hiciera varios retratos.
En 1653, el artista regresó a Amersfoort. Cuando las tropas francesas ocuparon Amersfoort en el "Año Desastroso" de 1672, Withoos huyó de Amersfoort a Hoorn, donde permaneció hasta su muerte en 1703. Siguiendo la carrera del artista como pintor de vistas urbanas, su alumno Gaspar van Wittel contribuyó al desarrollo del género de arquitectura vedutista en Roma. Muchos de los siete hijos de Withoos siguieron sus pasos, incluyendo a la artista botánica Alida Withoos. Jacob van Staverden posiblemente también fue uno de sus alumnos.

## Obra
Los bodegones de Withoos, como los de su maestro Van Schrieck, son notables por su técnica del claroscuro y la inclusión de misteriosas plantas salvajes y de maleza pobladas de insectos, reptiles y otras criaturas del mundo natural. Estos cuadros, muchos de los cuales incluyen el motivo de la vanitas, eran populares entre los coleccionistas de pinturas de gabinete.
Además, pintó numerosas grandes panorámicas de ciudades, como la Vista de la ciudad de Amersfoort adquirida en 2001 por el Museo Flehite en Amersfoort. Este lienzo de 2,5 x 4 m formaba parte de la vista de ciudad más grande realizada en Holanda. Dos versiones suyas del cuadro titulado "De Grashaven" pertenecientes a la colección del Westfries Museum de Hoorn, fueron robadas a finales de 2005.